# Споріднена душа
Споріднена душа — це людина, до якої інша людина відчуває глибоку чи природну близькість. Це включає схожість інтересів, кохання, дружбу, сексуальну привабливість, сексуальну активність, духовну близькість, фізичну сумісність або довіру.

## Критика
Деякі психологи стверджують, що віра в існування споріднених душ двох чи більше людей є завищеною вимогою.